# Ekeby kyrka, Östergötland
Ekeby kyrka är en kyrkobyggnad i Ekeby i Boxholms kommun i Östergötland. Den ligger en mil söder om Mjölby, en mil nordnordväst om Boxholm och fem kilometer nordväst om Strålsnäs.

## Historik
Kyrkans äldsta delar är från 1100-talet, men har tillbyggts flera gånger sedan dess. Under 1600-talets mitt hade kyrkans östra gavel, Per Ribbing lät därför 1652 återställa och bygga ett högkor av tegel som därunder blev ett gravkor för Ribbingska ätten. På Kyrkoherde Curmans begäran tillkom kyrkans Torn 1752–1754 och den gamla klockstapeln togs då ner, Petter Frimodig från Linköping ansvarade för arbetet. Det sägs att arkitekten Carl Hårleman ska ha gjort ritningarna till tornet. Stenpelarna i kyrkans mitt och stenvalvet togs bort 1786 och ett valv av träd kom att ersätta detta. Kyrkans torn fick ett nytt kors av ek 1846 som till verkades i Vadstena, korset förgylldes med guld av spegelfabrikören Stenberg.

## Inventarier
- Predikstolen är gjord i ek, furu och lövträd. Tillverkad under 1600-talet. Den skänktes 1675 av Erik Ribbing och Beata Rosenhane.
- Triumfkrucifix, sannolikt från 1300-talet.
- Madonnabild i skulpterat och målat trä, troligen från lokal verkstad under 1400-talet.
- Dopfunt av sandsten, 1100-tal. På dopfunten är det 4 människor uthuggna som lär föreställa 2 Biskopar, en lekman med en lilja och en kvinna med ett äpple.
- Altartavla visande Kristus på korset omgiven av Jungfru Maria, Maria Magdalena och Johannes, målad 1693 av David Klöcker Ehrenstrahl, skänkt av Catharina Ribbing 1697. Tavlan har renoverats 1808 av Malm i Nyköping och 1894 av Axel Malmgren i Stockholm.
- Målningar i korvalvet av Filip Månsson 1926.
- Fattiggubben
- Brudkrona i förgyllt silver med 60 olikfärgade stenar. Tillverkad av G. Möllenborg och väger 3 hekto. Denna brudkrona kom till då den byttes ut mot den gamla 1862. Den äldre brudkronan var för tung och föråldrad, skänkt 1815 av Hedvig Karolina Burén.

### Nattvardsföremål
- Oblatask i silver, från början av 1700-talet. Asken är åtta kantig och förgylld inuti.[1]
- Oblatask i silver, tillverkad 1820 av Johan Peter Hollman, Skänninge. Den skänktes till kyrkan av Eva Mörner, Götevi. Asken har en rund form och är förgylld inuti.[1]
- Vinkanna i silver, tillverkad 1717 av Jöns Grevillius, Linköping.[1]
- Vinkanna i silver. Den skänktes 1781 till kyrkan av befallningsmannen Peter Johansson, Boxholm. Kannan är förgylld inuti och utsmyckad med ciselerade bladornament.[1]

- Vinkanna i förgyllt silver och Mariebergsfajans, signerad Marieberg 1780. Ribbingska vapnet finns på locket och inskriften B. R. (Bo Ribbing) 1647. Skänktes 1801 av Anna Charlotta Ribbing.

### Dopföremål
- Dopskål i silver, tillverkad av Gustaf Möllenborg, Stockholm. Den skänktes 1850 till kyrkan av Hedda af Burén.[1]

### Orgel
- År 1681 köptes och uppsattes Ekeby kyrkas första orgel för 500 daler kopparmynt. Den hade 7 stämmor och bekostades delvis av Johan Lilje.[2] Denna orgel användes fram till 1788, då den skänktes till Åsbo kyrka.[1]
- År 1788 fick Ekeby en ny orgel med 17 stämmer som byggdes av Pehr Schiörlin, Linköping. Orgeln betalades helt och hålet av brukspatron Carl Daniel Burén.[1]
- Den nuvarande orgeln byggdes 1865 av Per Åkerman, Stockholm. Den är mekanisk och har 19 stämmor, fördelat på två manualer och pedal. Orgeln har vid flera tillfällen omdisponerats.[3] En elektrisk fläkt installerades 1942.[1]

Disposition:
| Huvudverk I C-f3    | Svällverk II C-f3   | Pedal C-c1 | Koppel |
| Borduna 16’         | Violinprincipal 8’  | Subbas 16’ | I/P    |
| Princial 8’         | Flûte harmonique 8’ | Violon 16’ | II/P   |
| Rörflöjt 8’         | Salicional 8’       | Oktava 4'  | II/I   |
| Oktava 4’           | Nasard 2 2⁄3’       | Gamba 2'   | I 4'/I |
| Flûte octaviante 4’ | Flageolett 2'       | Basun 16'  |        |
| Kvinta 2 2⁄3’       | Crescendosvällare   |            |        |
| Oktava 2'           |                     |            |        |
| Ters 1 3⁄5'         |                     |            |        |
| Trumpet 8'          |                     |            |        |

## Begravningsvapen
I kyrkan finns 8 stycken begravningsvapen varav 7 stycken av dem tillhör Ribbingska släktet.
- Carl Ribbings begravningsvapen. Inskription: Herr Carl Ribbing, friherre till Boxholm och Gimmersta, född 24 april 1634, död 8 jan. 1661.
- Per Ribbings begravningsvapen. Inskription: Kung. Maj:ts och Sveriges rikes råd, guvernör över Älvsborgs län och Dahl samt överkommendant uti Göteborg, den högvälborne herr Pehr Ribbing, friherre till Boxholm och Gimmersta. Född 1606. Död 1664.
- Erik Ribbings begravningsvapen. Inskription: Kungl. Maj:ts troman, överstelöjtnanten, högvälborne herr Erik Ribbing, friherre till Boxholm och Edestad. Född 30 april 1640, död 1 maj 1675.
- Leonard Ribbings begravningsvapen. Inskription: Kungl. Maj:ts troman och landshövding över Västernorrland, Jämtland och Härjedalen, högvälborne herr Leonard Ribbing, friherre till Gimmersta och Boxholm. Född på Fyllerö den 28 juni 1638, död den 18 sept. 1687.
- Pehr Ribbings begravningsvapen. Inskription: Kungl. Maj:ts troman och landshövding i Uppland, högvälborne herr Pehr Ribbing, friherre till Ulvåsa. Född i Stockholm 4 maj 1670, blev för dess oväldighet och nit för det allmänna vald till landmarskalk vid 1719 års riksdag, under vilket ämbetes utförande han till fäderneslandets såväl som dess anhöras stora förlust med döden avled i Stockholm 14 april 1719.
- Gabriel Ribbings begravningsvapen. Inskription: Kungl. Maj:ts högbetrodde man och generallöjtnant, den högvälborne herren. baron Gabriel Ribbing, herre till Boxholm, Ulvåsa, Fiellskiäfte och Edsberg, född 1 jan. 1679, död 10 nov. 1742. Levde och dog sitt fädernesland och sitt hus till evärdelig heder, försakande rådspurpuren till sin Skapares ära.
- Ribbings begravningsvapen. På detta står varken namn eller årtal.
- Sven Somes begravningsvapen. På denna står endast årtalet 1624.

## Ribbingska gravkoret
Gravkoret som kom till 1652 av Per Ribbing. Gravkoret har öppnats 23 april 1844 för reparationer av kyrkan. Per Ekholm och Daniel Ekholm.
- Norra sidan: Där ligger en stor sarkofag av slippad marmor. Man antar att Lindorm Ribbing och Hans maka Märta Bonde ligger där. Även Peder Ribbing och Christina Ryning tros ligga där. Ovanpå den stor sarkofagen står följande kistor från väster till öster:
  - En svart sönderfallen träkista med ett barnskelett.
  - En förgylld kopparkista med ornament, vapensköld och inskrifter, där i ligger Beata Rosenhane.
  - En stor kopparkista med utsmyckningar ligger Agneta Christina Ribbing.
  - En förgylld kopparkista där ligger Erik Ribbing.
- Östra nischen: Där ligger en kopparkista med Maria Elisabeth Ribbing.
- Västra nischen: Där ligger en kopparkista med krucifix på locket med Carl Ribbing.